# Coppa Italia (volleyboll, herrar)
Coppa Italia i volleyboll för herrar är en årlig cuptävling för klubblag i Italien organiserad av FIPAV och Lega Pallavolo Serie A. Tävlingen har spelats sedan 1978. Modena Volley är det lag som har nått störst framgångar med 12 titlar. Vinnare får spela i Supercoppa italiana mot vinnaren av Superlega samt för spel i någon av CEV:s klubbtävlingar (vilken beror på Italiens rankingpoäng).

## Resultat per år
| Upplaga                 | Upplaga                          | Podium                    | Podium                                    | Podium                   |
| Säsong                  | Spelplats för finalen            | Mästare                   | Matchresultat                             | Finalist                 |
| ----------------------- | -------------------------------- | ------------------------- | ----------------------------------------- | ------------------------ |
| 1978-79 mer information | Venedig PalaTaliercio            | Panini                    | Tävlingen genomfördes som seriespel       |                          |
| 1979-80 mer information | Modena PalaMolza                 | Panini                    | Tävlingen genomfördes som seriespel       |                          |
| 1980-81 mer information | Ancona PalaVeneto                | Pallavolo Virtus Sassuolo | Tävlingen genomfördes som seriespel       |                          |
| 1981-82 mer information | Battipaglia PalaZauli            | Pallavolo Parma           | Tävlingen genomfördes som seriespel       |                          |
| 1982-83 mer information | Florens Palasport I.T.I.         | Pallavolo Parma           | Tävlingen genomfördes som seriespel       |                          |
| 1983-84 mer information | Forlì PalaGalassi                | Zinella Volley Bologna    | Tävlingen genomfördes som seriespel       |                          |
| 1984-85 mer information | Chieti PalaCUS                   | Panini                    | Tävlingen genomfördes som seriespel       |                          |
| 1985-86 mer information | Arona Palasport                  | Panini                    | Tävlingen genomfördes som seriespel       |                          |
| 1986-87 mer information | Flera spelplatser                | Pallavolo Parma           | Tävlingen genomfördes som seriespel       |                          |
| 1987-88 mer information | Flera spelplatser                | Panini                    | I bäst av tre matcher                     | Zinella Volley Bologna   |
| 1988-89 mer information | Flera spelplatser                | Panini                    | I bäst av tre matcher                     | Volley Treviso           |
| 1989-90 mer information | Milano PalaTrussardi             | Pallavolo Parma           | 3 - 2 (15-6, 15-10, 8-15, 9-15, 15-11)    | Panini                   |
| 1990-91 mer information | Venedig PalaTaliercio            | Porto Ravenna Volley      | 3 - 0 (15-12, 15-13, 15-9)                | Volley Gonzaga Milano    |
| 1991-92 mer information | Villorba PalaVerde               | Pallavolo Parma           | 3 - 2 (13-15, 5-15, 15-5, 16-14, 15-12)   | Volley Gonzaga Milano    |
| 1992-93 mer information | Neapel PalaArgento               | Volley Treviso            | 3 - 0 (15-13, 15-13, 15-9)                | Pallavolo Parma          |
| 1993-94 mer information | Perugia PalaEvangelisti          | Daytona                   | 3 - 1 (9-15, 15-12, 15-6, 15-12)          | Pallavolo Parma          |
| 1994-95 mer information | Rom PalaLottomatica              | Daytona                   | 3 - 1 (15-12, 15-9, 9-15, 15-4)           | Volley Treviso           |
| 1995-96 mer information | Florens MandelaForum             | Cuneo                     | 3 - 2 (15-13, 15-17, 13-15, 15-12, 15-13) | Volley Treviso           |
| 1996-97 mer information | Siena PalaMensSana               | Daytona                   | 3 - 0 (15-9, 15-4, 15-9)                  | Cuneo                    |
| 1997-98 mer information | Florens MandelaForum             | Daytona                   | 3 - 0 (17-15, 15-13, 15-11)               | Cuneo                    |
| 1998-99 mer information | Rom PalaLottomatica              | Cuneo                     | 3 - 0 (15-13, 15-9, 15-3)                 | Volley Treviso           |
| 1999-00 mer information | Assago Forum                     | Volley Treviso            | 3 - 0 (25-20, 25-14, 27-25)               | Gabeca Pallavolo         |
| 2000-01 mer information | Ancona PalaRossini               | AS Volley Lube            | 3 - 0 (27-25, 25-17, 25-18)               | Volley Treviso           |
| 2001-02 mer information | Assago Forum                     | Piemonte Volley           | 3 - 0 (25-18, 25-20, 25-23)               | Pallavolo Parma          |
| 2002-03 mer information | Trento PalaTrento                | AS Volley Lube            | 3 - 2 (18-25, 26-24, 17-25, 27-25, 15-11) | Volley Treviso           |
| 2003-04 mer information | Florens MandelaForum             | Volley Treviso            | 3 - 0 (25-18, 25-23, 25-18)               | Piemonte Volley          |
| 2004-05 mer information | Forlì PalaGalassi                | Volley Treviso            | 3 - 0 (25-22, 25-20, 22-22)               | Callipo Sport            |
| 2005-06 mer information | Forlì PalaGalassi                | Piemonte Volley           | 3 - 1 (25-23, 19-25, 25-18, 25-19)        | Pallavolo Piacenza       |
| 2006-07 mer information | Assago Forum                     | Volley Treviso            | 3 - 0 (25-20, 25-22, 25-13)               | M. Roma Volley           |
| 2007-08 mer information | Assago Forum                     | AS Volley Lube            | 3 - 0 (25-19, 25-19, 25-23)               | M. Roma Volley           |
| 2008-09 mer information | Forlì PalaGalassi                | AS Volley Lube            | 3 - 1 (25-21, 15-25, 25-20, 25-23)        | Piemonte Volley          |
| 2009-10 mer information | Montecatini Terme PalaTerme      | Trentino Volley           | 3 - 1 (28-26, 25-15, 20-25, 27-25)        | Piemonte Volley          |
| 2010-11 mer information | Verona PalaOlimpia               | Piemonte Volley           | 3 - 0 (25-17, 25-19, 25-22)               | Trentino Volley          |
| 2011-12 mer information | Rom PalaLottomatica              | Trentino Volley           | 3 - 2 (21-25, 22-25, 25-22, 25-21, 18-16) | AS Volley Lube           |
| 2012-13 mer information | Assago Forum                     | Trentino Volley           | 3 - 1 (25-17, 25-16, 21-25, 25-23)        | AS Volley Lube           |
| 2013-14 mer information | Bologna PalaDozza                | Pallavolo Piacenza        | 3 - 0 (28-26, 25-21, 25-19)               | Sir Safety Umbria Volley |
| 2014-15 mer information | Bologna PalaDozza                | Modena Volley             | 3 - 1 (25-19, 25-19, 23-25, 25-12)        | Trentino Volley          |
| 2015-16 mer information | Assago Mediolanum Forum          | Modena Volley             | 3 - 0 (25-19, 25-22, 25-13)               | Trentino Volley          |
| 2016-17 mer information | Casalecchio di Reno Unipol Arena | AS Volley Lube            | 3 - 1 (25-21, 23-25, 25-15, 25-20)        | Trentino Volley          |
| 2017-18 mer information | Bari PalaFlorio                  | Sir Safety Perugia        | 3 - 1 (16-25, 25-22, 25-20, 27-25)        | AS Volley Lube           |
| 2018-19 mer information | Casalecchio di Reno Unipol Arena | Sir Safety Perugia        | 3 - 2 (21-25, 21-25, 26-24, 25-23, 15-13) | AS Volley Lube           |
| 2019-20 mer information | Casalecchio di Reno Unipol Arena | AS Volley Lube            | 3 - 2 (21-25, 25-23, 25-23, 34-36, 15-10) | Sir Safety Perugia       |
| 2020-21 mer information | Casalecchio di Reno Unipol Arena | AS Volley Lube            | 3 - 1 (25-17, 18-25, 25-17, 25-17)        | Sir Safety Perugia       |
| 2021-22 mer information | Casalecchio di Reno Unipol Arena | Sir Safety Perugia        | 3 - 1 (25-17, 25-17, 23-25, 25-23)        | Trentino Volley          |